# British Fantasy Award
Der British Fantasy Award ist ein seit 1972 von der British Fantasy Society (BFS) jährlich verliehener Literaturpreis für Werke und Autoren aus dem Bereich der Fantasy- und Horrorliteratur.

## Geschichte
Der Preis geht auf eine Initiative von Ramsey Campbell zurück, der 1971 vorschlug, fortan einen Preis zu Ehren des im Juli des Jahres verstorbenen Horrorautors und -verlegers August Derleth zu vergeben. So wurde bei der Eastercon in Chester der August Derleth Fantasy Award erstmals an Michael Moorcock für seinen Roman The Knight of Swords verliehen. Nachdem 1973 drei weitere Kategorien eingeführt worden waren, beschloss man 1976, den Preis insgesamt umzubenennen in British Fantasy Award, wobei der Preis in der Kategorie Bester Roman weiterhin nach August Derleth benannt bleiben sollte.
2011 kam es zu einem Eklat, nachdem die Schriftstellerin Sam Stone sowohl den Preis für den besten Roman (Demon Dance) als auch für die beste Kurzgeschichte (Fool’s Gold) erhalten hatte. Sie war damals die Lebenspartnerin von David J. Howe, Autor und Mitinhaber des Kleinverlags Telos Publishing, aber auch Organisator und Mitglied des Preiskomitees bei den British Fantasy Awards 2011. Auch der Band Altered Visions: The Art of Vincent Chong, in der Kategorie Sachliteratur ausgezeichnet, war bei Telos erschienen. Obwohl der Preisverleihung eine Abstimmung der Mitglieder der BFS bzw. Teilnehmer der FantasyCon zugrunde lag und eine Einflussnahme dadurch schwierig, wenn nicht unmöglich gewesen wäre, machte der selbst vielfach ausgezeichnete Herausgeber Stephen Jones in einem längeren Blogbeitrag entsprechende Andeutungen.
Als Reaktion auf die resultierende Kontroverse gab Sam Stone die Auszeichnung für den besten Roman zurück. Da die anderen Nominierten eine Annahme ablehnten, wurde der Preis in diesem Jahr nicht vergeben.
Die Preise werden bei der FantasyCon, der jährlichen Convention der BFS, verliehen. Die Preisvergabe basiert auf einer durch Vorschläge der Mitglieder der BFS erstellten Shortlist, der die Jury zwei weitere Nominierungen hinzufügen kann. Aus der Shortlist von Nominierten werden dann die Gewinner von der Jury bestimmt. Die Preistrophäe war ursprüngliche eine Urkunde, ab 1974 mehrere Formen figürlicher Skulpturen mit Fantasy-Bezug. Seit 2011 ist die Trophäe eine abstrakte Plastik ohne konkreten Genre-Bezug.

## Kategorien
- 1972: Bester Roman / Best Novel (August Derleth Fantasy Award bis 2011, dann aufgespalten)
- 1973: Beste Kurzgeschichte / Best Short Story
- 1973: Bester Comic / Best Comic or Graphic Novel
- 1973: Spezialpreis / Special Award (seit 1997 Karl Edward Wagner Award)
- 1977: Beste Illustrationen / Best Artwork (bis 1979)
- 1977: Bester Kleinverlag / Best Small/Independent Press
- 1980: Bester Künstler / Best Artist
- 1988: Bestes Nachwuchstalent / Best Newcomer (1988–1994 als Icarus Award, ab 2007 als Sydney J. Bounds Award)
- 1991: Beste Anthologie oder Sammlung / Best Anthology/Collection (bis 1998)
- 1992: Spezialpreis der Jury / Special Committee Award (bis 1994)
- 1999: Beste Anthologie / Best Anthology
- 1999: Beste Sammlung / Best Collection
- 2005: Beste Novelle / Best Novella
- 2007: Bestes Sachbuch / Best Nonfiction
- 2009: Beste Zeitschrift / Best Magazine
- 2012: Bester Fantasyroman / Best Fantasy Novel (Robert Holdstock Award)
- 2012: Bester Horrorroman / Best Horror Novel (August Derleth Award)
- 2013: Bester Film oder Fernsehbeitrag / Best Film or Television Production
- 2018: Bestes Hörbuch / Best Audio

## Preisträger nach Kategorien

### Bester Roman
In der Kategorie Bester Roman (englisch: Best Novel) wird der bis 2010 auch August Derleth Fantasy Award genannte Preis seit 1972 für Erzählungen mit über 40.000 Worten vergeben. Seit 2012 werden getrennte Kategorien für Fantasyroman (Robert Holdstock Award) und Horrorroman (August Derleth Award) vergeben.

#### Robert Holdstock Award (Fantasy)
- 2022: Shelley Parker-Chan: She Who Became the Sun
- 2021: Alix E. Harrow: The Once and Future Witches
- 2020: RJ Barker: The Bone Ships
- 2019: Jen Williams: The Bitter Twins
- 2018: Jen Williams: The Ninth Rain
- 2017: Adrian Tchaikovsky: The Tiger and the Wolf
- 2016: Naomi Novik: Uprooted
- 2015: Frances Hardinge: Cuckoo Song
- 2014: Sofia Samatar: A Stranger in Olondria
- 2013: Graham Joyce: Some Kind of Fairy Tale
- 2012: Jo Walton: Among Others

#### August Derleth Award (Horror)
- 2022: Catriona Ward: The Last House on Needless Street
- 2021: Silvia Moreno-Garcia: Mexican Gothic
- 2020: Adam Nevill: The Reddening
- 2019: Catriona Ward: Little Eve
- 2018: Victor LaValle: The Changeling
- 2017: Paul Tremblay: Disappearance at Devil's Rock
- 2016: Catriona Ward: Rawblood
- 2015: Adam Nevill: No One Gets Out Alive
- 2014: Lauren Beukes: The Shining Girls
- 2013: Adam Nevill: Last Days
- 2012: Adam Nevill: The Ritual

#### August Derleth Fantasy Award
- 2011: Sam Stone Demon Dance (Nach einer Kontroverse über die Vergabepraktiken gab Stone den Preis allerdings zurück)
- 2010: Conrad Williams: One
- 2009: William Heaney (Pseudonym von Graham Joyce): Memoirs of a Master Forger
- 2008: Ramsey Campbell: The Grin of the Dark
- 2007: Tim Lebbon: Dusk
- 2006: Neil Gaiman: Anansi Boys
- 2005: Stephen King: Dark Tower VII: The Dark Tower (deutsch: Der Turm)
- 2004: Christopher Fowler: Full Dark House
- 2003: China Miéville: The Scar
- 2002: Simon Clark: Night of the Triffids
- 2001: China Miéville: Perdido Street Station (deutsch: Die Falter / Der Weber)
- 2000: Graham Joyce: Indigo
- 1999: Stephen King: Bag of Bones (deutsch: Sara)
- 1998: Chaz Brenchley: The Tower of The King’s Daughter
- 1997: Graham Joyce: The Tooth Fairy (deutsch: Gefährtin der Nacht)
- 1996: Graham Joyce: Requiem
- 1995: Michael Marshall Smith: Only Forward (deutsch: Stark, der Traumdetektiv)
- 1994: Ramsey Campbell: The Long Lost
- 1993: Graham Joyce: Dark Sister (deutsch: Bellas Tagebuch)
- 1992: Jonathan Carroll: Outside the Dog Museum (deutsch: Vor dem Hundemuseum)
- 1991: Ramsey Campbell: Midnight Sun
- 1990: Dan Simmons: Carrion Comfort (deutsch: Kraft des Bösen)
- 1989: Ramsey Campbell: The Influence
- 1988: Ramsey Campell: The Hungry Moon
- 1987: Stephen King: It (deutsch: Es)
- 1986: T. E. D. Klein: The Ceremonies
- 1985: Ramsey Campbell: Incarnate
- 1984: Peter Straub: Floating Dragon (deutsch: Der Hauch des Drachen)
- 1983: Gene Wolfe: The Sword of the Lictor (deutsch: Das Schwert des Liktors)
- 1982: Stephen King: Cujo
- 1981: To Wake the Dead (auch bekannt als: The Parasite) von Ramsey Campbell
- 1980: Tanith Lee: Death’s Master (deutsch: Herr des Todes)
- 1979: Stephen R. Donaldson: The Chronicles of Thomas Covenant the Unbeliever (deutsch: Die Chroniken von Thomas Covenant dem Zweifler / Die Macht des Rings)
- 1978: Piers Anthony: A Spell for Chameleon (deutsch: Chamäleon-Zauber)
- 1977: Gordon R. Dickson: The Dragon and the George (deutsch: Die Nacht der Drachen)
- 1976: Michael Moorcock: The Hollow Lands (deutsch: Das Tiefenland)
- 1975: Michael Moorcock: The Sword and the Stallion (deutsch: Das gelbe Streitross)
- 1974: Poul Anderson: Hrolf Kraki’s Saga (deutsch: Hrolf Krakis Saga)
- 1973: Michael Moorcock: The King of the Swords (deutsch: Das Ende der Götter)
- 1972: Michael Moorcock: The Knight of the Swords (deutsch: Der scharlachrote Prinz)

### Beste Novelle
In der Kategorie Beste Novelle (englisch Best Novella) wird der Preis seit 2005 für Erzählungen von 15.000 bis 40.000 Worten vergeben. 2011 wurde die Grenzlinie zwischen Kurzgeschichte und Novelle von bis dahin 10.000 auf 15.000 Worte angehoben.
- 2022: Nino Cipri: Defekt
- 2021: P. Djèlí Clark: Ring Shout
- 2020: Priya Sharma: Ormeshadow
- 2019: Aliette de Bodard: The Tea Master and the Detective
- 2018: Ellen Klages: Passing Strange
- 2017: Victor LaValle: The Ballad of Black Tom
- 2016: Usman T. Malik: The Pauper Prince and the Eucalyptus Jinn
- 2015: Stephen Volk: “Newspaper Heart”
- 2014: Sarah Pinborough: Beauty
- 2013: John Llewellyn Probert: The Nine Deaths of Dr Valentine
- 2012: Lavie Tidhar: Gorel and the Pot Bellied God
- 2011: Simon Clark: Humpty’s Bones
- 2010: Sarah Pinborough: The Language of Dying
- 2009: Tim Lebbon: The Reach of Children
- 2008: Conrad Williams: The Scalding Rooms
- 2007: Paul Finch: KID
- 2006: Stuart Young: The Mask Behind the Face, in: The Mask Behind the Face & Other Stories
- 2005: Christopher Fowler: Breathe

### Beste Kurzgeschichte
In der Kategorie Beste Kurzgeschichte (englisch Best Short Story) wird seit 1973 ein Preis für Erzählungen von höchstens 15.000 (bis 2011 10.000) Worten vergeben.
- 2022: Lorraine Wilson: Bathymetry
- 2021: Ida Keogh: Infinite Tea in the Demara Café
- 2020: Laura Mauro: The Pain-Eater’s Daughter
- 2019: G. V. Anderson: Down Where Sound Comes Blunt
- 2018: Laura Mauro: Looking for Laika
- 2017: Georgina Bruce: White Rabbit
- 2016: Priya Sharma: Fabulous Beasts
- 2015: Emma Newman: A Woman's Place
- 2014: Carole Johnstone: Signs of the Times
- 2013: Ray Cluley: Shark! Shark!
- 2012: Angela Slatter: The Coffin-Maker’s Daughter
- 2011: Sam Stone: Fool’s Gold
- 2010: Michael Marshall Smith: What Happens When You Wake up in the Night
- 2009: Sarah Pinborough: Do You See
- 2008: Joel Lane: My Stone Desire
- 2007: Mark Chadbourn: Whisper Lane
- 2006: Joe Hill: Best New Horror
- 2005: Paul Meloy: Black Static
- 2004: Christopher Fowler: American Waitress
- 2003: Mark Chadbourn: The Fairy Feller’s Master Stroke
- 2002: Simon Clark: Goblin City Lights
- 2001: Tim Lebbon: Naming of Parts
- 2000: Tim Lebbon: White
- 1999: Stephen Laws: The Song My Sister Sang
- 1998: Christopher Fowler: Wageslaves
- 1997: Martin Simpson: Dancing About Architecture
- 1996: Michael Marshall Smith: More Tomorrow
- 1995: Paul J. McAuley: The Temptation of Dr. Stein
- 1994: Dennis Etchison: The Dog Park
- 1993: Nicholas Royle: Night Shift Sister
- 1992: Michael Marshall Smith: The Dark Land
- 1991: Michael Marshall Smith: The Man Who Drew Cats
- 1990: Joe R. Lansdale: On the Far Side of the Cadillac Desert with Dead Folks
- 1989: Brian Lumley: Fruiting Bodies
- 1988: Steve Rasnic Tem: Leaks
- 1987: Dennis Etchison: The Olympic Runner
- 1986: Clive Barker: The Forbidden
- 1985: Clive Barker: In the Hills, the Cities
- 1984: Karl Edward Wagner: Neither Brute Nor Human
- 1983: Stephen King: The Breathing Method
- 1982: Dennis Etchison: The Dark Country
- 1981: Robert Aickman: Stains Robert
- 1980: Fritz Leiber: The Button Molder
- 1979: Harlan Ellison: Jeffty Is Five
- 1978: Ramsey Campbell: In the Bag
- 1977: Karl Edward Wagner: Two Suns Setting
- 1976: Fritz Leiber: Second Book of Fritz Leiber (Kurzgeschichtensammlung)
- 1975: Karl Edward Wagner: Sticks
- 1974: Michael Moorcock: The Jade Man’s Eyes
- 1973: L. Sprague de Camp: The Fallible Fiend

### Beste Anthologie / Sammlung
In der zusammengefassten Kategorie Beste Anthologie oder Sammlung (englisch Best Anthology/Collection) wurde der Preis von 1991 bis 1998 vergeben, danach wurde der Preis aufgespalten in Beste Anthologie (englisch Best Anthology) und Beste Sammlung (englisch Best Collection).

#### Beste Anthologie
In der Kategorie Beste Anthologie (englisch Best Anthology) wird der Preis seit 1999 vergeben.
- 2022: Xueting C. Ni: Sinopticon: A Celebration of Chinese Science Fiction
- 2021: Zelda Knight & Oghenechovwe Donald Ekpeki: Dominion: An Anthology of Speculative Fiction from Africa and the African Diaspora
- 2020: Nisi Shawl:  New Suns: Original Speculative Fiction for People of Color
- 2019: Robert Shearman & Michael Kelly: Year's Best Weird Fiction, Vol. 5
- 2018: Mark Morris: New Fears
- 2017: Nalo Hopkinson & Kristine Ong Muslim: People of Colo(u)r Destroy Science Fiction
- 2016: Ellen Datlow: The Doll Collection
- 2011: Johnny Mains: Back From the Dead: The Legacy of the Pan Book of Horror Stories
- 2010: Stephen Jones: The Mammoth Book of Best New Horror: Volume 20
- 2009: Stephen Jones: The Mammoth Book of Best New Horror: Volume 19
- 2008: Stephen Jones: The Mammoth Book of Best New Horror: Volume 18
- 2007: Gary Couzens: Extended Play: The Elastic Book Of Music
- 2006: Allen Ashley: The Elastic Book of Numbers
- 2005: Andrew Hook: The Alsiso Project
- 2004: Stephen Jones: The Mammoth Book of Best New Horror: Volume 14
- 2003: Ramsey Campbell: On Horror and Sundry Fantasies
- 2002: Stephen Jones: The Mammoth Book of Best New Horror, Vol 12
- 2001: Brian Willis: Hideous Progeny
- 2000: Stephen Jones: The Mammoth Book of Best New Horror 10
- 1999: Stephen Jones und David Sutton: Dark Terrors 4

#### Beste Sammlung
- 2022: Isabel Yap: Never Have I Ever
- 2021: Charlotte Bond: The Watcher in the Woods
- 2020: Laura Mauro: Sing Your Sadness Deep
- 2019: Priya Sharma: All the Fabulous Beasts
- 2018: Joe Hill: Strange Weather
- 2017: Adam Nevill: Some Will Not Sleep
- 2016: Tananarive Due: Ghost Summer: Stories
- 2015: Adrian Cole: Nick Nightmare Investigates
- 2014: Stephen Volk: Monsters in the Heart
- 2013: Robert Shearman: Remember Why You Fear Me
- 2012: Robert Shearman: Everyone’s Just So So Special
- 2011: Stephen King: Full Dark, No Stars
- 2010: Robert Shearman: Love Songs for the Shy and Cynical
- 2009: Allyson Bird: Bull Running for Girls
- 2008: Christopher Fowler: Old Devil Moon
- 2007: Neil Gaiman: Fragile Things
- 2006: Joe Hill: 20th Century Ghosts (deutsch: Black Box)
- 2005: Stephen Gallagher: Out of His Mind
- 2004: Ramsey Campbell: Told by the Dead
- 2003: Ramsey Campbell: Ramsey Campbell, Probably: On Horror and Sundry Fantasies
- 2002: Paul Finch: Aftershocks
- 2001: Kim Newman: Where the Bodies are Buried
- 2000: Peter Crowther: Lonesome Roads
- 1999: Ramsey Campbell: Ghosts and Grisly Things

#### Beste Anthologie oder Sammlung
- 1998: Stephen Jones und David Sutton: Dark Terrors 3
- 1997: Thomas Ligotti: The Nightmare Factory
- 1996: Andy Cox: Last Rites and Resurrections
- 1995: Joel Lane: The Earthwire
- 1994: David Sutton und Stephen Jones: Dark Voices 5
- 1993: Nicholas Royle: Darklands 2
- 1992: Nicholas Royle: Darklands
- 1991: Stephen Jones und Ramsey Campbell: Best New Horror

### Sachliteratur
In der Kategorie Bestes Sachbuch (englisch Best Nonfiction) wird seit 2007 ein Preis vergeben.
- 2022:  Dan Coxon & Richard V. Hirst (Hrsg.): Writing the Uncanny
- 2021: Alison Peirse (Hrsg.): Women Make Horror: Filmmaking, Feminism, Genre
- 2020: Ebony Elizabeth Thomas: The Dark Fantastic: Race and the Imagination from Harry Potter to the Hunger Games
- 2019: Ruth E. J. Boot: Noise and Sparks
- 2018: F. T. Barbini (Hrsg.): Gender Identity and Sexuality in Science Fiction and Fantasy
- 2017: Kameron Hurley: The Geek Feminist Revolution
- 2016: Alexandra Pierce & Alisa Krasnostein (Hrsg.): Letters to Tiptree
- 2015: S. T. Joshi (Hrsg.): Letters to Arkham: The Letters of Ramsey Campbell and August Derleth, 1961-1971
- 2014: Justin Landon & Jared Shurin (Hrsg.): Speculative Fiction 2012
- 2013: Anne C. Perry & Jared Shurin: Pornokitsch
- 2012: Grant Morrison: Supergods: Our World in the Age of the Superhero
- 2011: Vincent Chong: Altered Visions: The Art of Vincent Chong
- 2010: David Langford: Ansible Link
- 2009: Stephen Jones (Hrsg.): Basil Copper: A Life in Books
- 2008: Peter Tennant: Whispers of Wickedness
- 2007: Mark Morris: Cinema Macabre

### Kleinverlag
In der Kategorie Bester Kleinverlag (englisch Best Small/Independent Press) wird seit 1977 ein Preis vergeben. Preisträger sind Verlage bzw. deren Verleger und Herausgeber. Bis 2009 wurden auch Zeitschriften, Reihen und Einzelpublikationen hier prämiert, seit 2009 gibt es eine eigene Kategorie für Zeitschriften. 2009 zog sich Peter Crowthers Verlag PS Publishing – bis dahin mehrfacher Gewinner des Preises – von der Teilnahme zurück und wurde stattdessen bis 2013 Sponsor des Preises.
- 2022: Luna Press Publishing
- 2021: Luna Press Publishing
- 2020: Rebellion Publishing
- 2019: Unsung Stories
- 2018: Unsung Stories
- 2017: Grimbold Press
- 2016: Marc Gascoigne: Angry Robot
- 2015: Adele Wearing: Fox Spirit Books
- 2014: Peter Coleborn: The Alchemy Press
- 2013: Brett Alexander Savory & Sandra Kasturi: ChiZine Publications
- 2012: Quentin S. Crisp: Chomu Press
- 2011: David J. Howe & Stephen James Walker: Telos Publishing
- 2010: David Howe: Telos Publishing
- 2009: Andrew Hook: Elastic Press
- 2008: Peter Crowther: PS Publishing
- 2007: Peter Crowther: PS Publishing
- 2006: Peter Crowther: PS Publishing
- 2005: Andrew Hook: Elastic Press
- 2004: Peter Crowther: PS Publishing
- 2003: Peter Crowther: PS Publishing
- 2002: Peter Crowther: PS Publishing
- 2001: Peter Crowther: PS Publishing
- 2000: Darren Floyd: Razorblade Press
- 1999: Andy Cox: The Third Alternative
- 1998: David Pringle: Interzone (Zeitschrift)
- 1997: S. T. Joshi: H.P. Lovecraft: A Life
- 1999: Andy Cox: The Third Alternative
- 1995: Stefan R. Dziemianowicz, S. T. Joshi & Michael A. Morrison: Necrofile: The Review of Horror Fiction
- 1994: Pam Creais: Dementia 13
- 1993: Stuart Hughes & Dave Bell: Peeping Tom (Zeitschrift)
- 1992: Stuart Hughes & Dave Bell: Peeping Tom (Zeitschrift)
- 1991: David Cowperthwaite & Jeff Dempsey: Dark Dreams
- 1990: Carl T. Ford: Dagon
- 1989: Carl T. Ford: Dagon
- 1988: Carl T. Ford: Dagon
- 1987: Stephen Jones & David Sutton: Fantasy Tales
- 1986: Stephen Jones & David Sutton: Fantasy Tales
- 1985: Stuart David Schiff: Whispers
- 1984: Rosemary Pardoe: Ghosts & Scholars
- 1983: Stephen Jones & David Sutton: Fantasy Tales
- 1982: Stephen Jones & David Sutton: Fantasy Tales
- 1981: David McFerran, Stephen Jones & David Sutton: Airgedlamh (Fanzine)
- 1980: Stephen Jones & David Sutton: Fantasy Tales #5
- 1979: Stephen Jones & David Sutton: Fantasy Tales #2
- 1978: Stephen Jones & David Sutton: Fantasy Tales #1
- 1977: John Martin: Andurile #5

### Zeitschrift
In der Kategorie Beste Zeitschrift (englisch Best Magazine) wird seit 2009 ein Preis vergeben.
- 2022: Apex Magazine
- 2021: Strange Horizons
- 2020: Fiyah
- 2019: Uncanny
- 2018: Shoreline of Infinity
- 2017: Tor.com
- 2016: Scott H. Andrews: Beneath Ceaseless Skies
- 2015: Laurel Sills & Lucy Smee: Holdfast Magazine
- 2014: Neil Clarke, Sean Wallace & Kate Baker: Clarkesworld
- 2013: Andy Cox: Interzone
- 2012: Black Static
- 2011: Black Static
- 2010: Terry Martin: Murky Depths
- 2009: Peter Crowther & Nick Gevers: Postscripts

### Bester Künstler
In der Kategorie Bester Künstler (englisch Best Artist) wird der Preis seit 1980 vergeben. Zuvor wurde von 1977 bis 1979 ein Preis für das beste Umschlagbild bzw. die besten Illustrationen (englisch Best Artwork) vergeben.
- 2022: Jenni Coutts
- 2021: Daniele Serra
- 2020: Ben Baldwin
- 2019: Vince Haig
- 2018: Jeffrey Alan Love
- 2017: Daniele Serra
- 2016: Julie Dillon
- 2015: Karla Ortiz
- 2014: Joey Hi-Fi
- 2013: Sean Phillips
- 2012: Daniele Serra
- 2011: Vincent Chong
- 2010: Vincent Chong
- 2009: Vincent Chong
- 2008: Vincent Chong
- 2007: Vincent Chong
- 2006: Les Edwards
- 2005: Les Edwards
- 2004: Les Edwards
- 2003: Les Edwards
- 2002: Jim Burns
- 2001: Jim Burns
- 2000: Les Edwards
- 1999: Bob Covington
- 1998: Jim Burns
- 1997: Jim Burns
- 1996: Josh Kirby
- 1995: Martin McKenna
- 1994: Les Edwards
- 1993: Jim Pitts
- 1992: Jim Pitts
- 1991: Les Edwards
- 1990: Stephen King
- 1989: Stephen King
- 1988: J. K. Potter
- 1987: J. K. Potter
- 1986: J. K. Potter
- 1985: Stephen Fabian
- 1984: Rowena Morrill
- 1983: Dave Carson
- 1982: Dave Carson
- 1981: Dave Carson
- 1980: Stephen Fabian

Umschlagbild / Illustration:
- 1979: Boris Vallejo für The Amazing Princess and Her Pet
- 1978: Stephen E. Fabian für The End of Days
- 1977: Michael Wm. Kaluta für The Sacrifice

### Comic / Graphic Novel
In der Kategorie Bester Comic bzw. Beste Graphic Novel wird seit 1973 ein Preis vergeben. 1981 wurde der Preis für die Kategorie Best Comic wegen zu weniger Nominierungen und Stimmbeteiligung eingestellt, ab 2010 wurde dann wieder eine Kategorie Best Comic/Graphic Novel eingerichtet.
- 2022: Molly Knox Ostertag: The Girl from the Sea
- 2021: Kieron Gillen & Stephanie Hans: DIE, Volume 2: Split the Party
- 2020: Kieron Gillen & Stephanie Hans: DIE
- 2019: Kate Ashwin: Widdershins, Vol. 7: Curtain Call
- 2018: Marjorie Liu & Sana Takeda: Monstress, Volume 2: The Blood
- 2017: Marjorie Liu & Sana Takeda: Monstress, Volume 1: Awakening
- 2016: Robert IV Wilson & Cris Peter: Bitch Planet, Kelly Sue DeConnick, Valentine De Landro
- 2015: Emily Carroll: Through the Woods
- 2014: Becky Cloonan: Demeter
- 2013: Brian K. Vaughan & Fiona Staples: Saga
- 2012: Joe Hill & Gabriel Rodriguez: Locke & Key, Vol. 4: Keys to the Kingdom
- 2011: I. N. J. Culbard: At the Mountains of Madness
- 2010: Neil Gaiman & Andy Kubert: Whatever Happened to the Caped Crusader?
- 1981–2009: ausgesetzt
- 1980: Ted White (Hrsg.): Heavy Metal
- 1979: Roy Thomas & Frank Brunner: The Scarlet Citadel: The Savage Sword of Conan #30
- 1978: Steve Ploog & Alex Nino: Weirdworld: Marvel Premiere #38, Doug Moench
- 1977: Steve Buscema & Steve Leialoha: Howard the Duck 3: Four Feathers of Death, Steve Gerber
- 1976: Roy Thomas & John Buscema: Savage Sword of Conan
- 1975: Roy Thomas & John Buscema: Savage Sword of Conan
- 1974: Roy Thomas, John Buscema & Neal Adams: Conan the Barbarian
- 1973: Roy Thomas, Barry Smith & John Buscema: Conan the Barbarian

### Film und Fernsehen
Im Bereich Film und Fernsehen wird seit 2012 ein Preis vergeben. Anfangs war die Kategorie als Bestes Drehbuch (englisch Best Screenplay) benannt, 2014 und 2015 als Bester Film oder Serienfolge (englisch Best Film / Television Episode). Seit 2016 heißt die Kategorie Bester Film oder Fernsehproduktion (englisch Best Film / Television Production), wobei nun auch Mehrteiler, Miniserien, Staffeln und Ähnliches ausgezeichnet werden können.
- 2022: Last Night in Soho
- 2021: Rebecca Sonnenshine & Eric Kripke: The Boys: What I Know (2. Staffel, 8. Folge)
- 2020: Jordan Peele:  Us
- 2019: Spider-Man: Into the Spider-Verse
- 2018: Jordan Peele: Get Out
- 2017: Denis Villeneuve, Eric Heisserer & Ted Chiang: Arrival
- 2016: Peter Harness: Jonathan Strange & Mr Norrell
- 2015: James Gunn & Nicole Perlman: Guardians of the Galaxy
- 2014: David Benioff & D. B. Weiss: Game of Thrones: The Rains of Castamere
- 2013: Joss Whedon & Drew Goddard: The Cabin in the Woods
- 2012: Woody Allen: Midnight in Paris

### Hörbuch
Ein Preis für das Beste Hörbuch (englisch Best Audio) wurde 2018 erstmals vergeben.
- 2022: Monstrous Agonies von H.R. Owen
- 2021: The Magnus Archives von Jonathan Sims
- 2020: PodCastle Podcast von @jenralbert & @C_L_Clark
- 2019: Breaking the Glass Slipper Podcast
- 2018: Anansi Boys, Hörbuchfassung eines Romans von Neil Gaiman

### Nachwuchstalent
Für die besten neuen Autoren mit Erstveröffentlichungen im vorangegangenen Jahr (englisch Best Newcomer) gab es bislang zwei Preise, nämlich von 1988 bis 1995 den Icarus Award und seit 2007 den Best Newcomer Award, seit 2009 als Sydney J. Bounds Award, benannt nach dem Science-Fiction-Autor Sydney J. Bounds, aus dessen Nachlass der Preis dotiert wurde.

#### Sydney J. Bounds Award
- 2020: Ta-Nehisi Coates: The Water Dancer
- 2019: Tasha Suri: Empire of Sand
- 2018: Jeanette Ng: Under the Pendulum Sun
- 2017: Erika L. Satifka: Stay Crazy
- 2016: Zen Cho: Sorcerer to the Crown
- 2015: Sarah Lotz: The Three
- 2014: Ann Leckie: Ancillary Justice
- 2013: Helen Marshall: Hair Side, Flesh Side
- 2012: Kameron Hurley: God’s War
- 2011: Robert Jackson Bennett: Mr Shivers
- 2010: Kari Sperring: Living with Ghosts
- 2009: Joseph D'Lacey: Meat

#### Best Newcomer Award
- 2008: Scott Lynch
- 2007: Joe Hill

#### Icarus Award
- 1995: Maggie Furey
- 1994: Poppy Z. Brite
- 1993: Conrad Williams
- 1992: Melanie Tem
- 1991: Michael Marshall Smith
- 1989: John Gilbert
- 1988: Carl T. Ford

### Spezialpreis
Spezialpreise (englisch Special Award) werden seit 1973 vergeben, zunächst nur unregelmäßig. Von 1992 bis 1994 wurde auch ein Spezialpreis der Jury (englisch Special Committee Award) vergeben. Seit 1997 wird der nach Karl Edward Wagner benannte Spezialpreis jährlich vergeben.

#### Karl Edward Wagner Award
- 2022: Maureen Kincaid Speller
- 2021: Alasdair Stuart
- 2020: Craig Lockley
- 2019: Ian Whates
- 2018: N. K. Jemisin
- 2017: Jan Edwards
- 2016: The FantasyCon Redcloaks
- 2015: Juliet E. McKenna
- 2014: Farah Mendlesohn
- 2013: Iain M. Banks
- 2012: Peter Crowther, Nicky Crowther
- 2011: Terry Pratchett
- 2010: Robert Holdstock
- 2009: Hayao Miyazaki
- 2008: Ray Harryhausen
- 2007: Ellen Datlow
- 2006: Stephen Jones
- 2005: Nigel Kneale
- 2004: Peter Jackson für The Lord of the Rings
- 2003: Alan Garner
- 2002: nicht vergeben
- 2001: Peter Haining
- 2000: Anne McCaffrey
- 1999: Diana Wynne Jones
- 1998: D. F. Lewis
- 1997: Jo Fletcher

#### Spezialpreis
- 1998: Kenneth Bulmer: for services to the British Fantasy Society
- 1996: Mike O’Driscoll & Stephen Lockley: Welcome to My Nightmare convention
- 1995: John Jarrold: editor of Legend
- 1994: David Sutton
- 1993: nicht vergeben
- 1992: Andrew I. Porter
- 1991: Dorothy Lumley
- 1990: Peter Coleborn
- 1989: R. Chetwynd-Hayes
- 1988: nicht vergeben
- 1987: Charles L. Grant
- 1986: Leslie Flood
- 1985: Manly Wade Wellman
- 1984: Donald Wollheim & Elsie Wollheim
- 1983: Karl Edward Wagner
- 1981: Stephen King
- 1974–1980: nicht vergeben
- 1973: Robert E. Howard: Marches of Valhalla

#### Spezialpreis der Jury
- 1994: David Sutton
- 1993: Michael Moorcock
- 1992: Andrew I. Porter